# Resolutie 1015 Veiligheidsraad Verenigde Naties
Resolutie 1015 van de Veiligheidsraad van de Verenigde Naties werd unaniem aangenomen op 15 september 1995, en schortte de sancties tegen Servië en Montenegro verder op tot maart 1996.

## Achtergrond
In 1980 overleed de Joegoslavische leider Tito, die decennialang de bindende kracht was geweest tussen de zes deelstaten van het land. Na zijn dood kende het nationalisme een sterke opmars, en in 1991 verklaarden verschillende deelstaten zich onafhankelijk. Zo ook Bosnië en Herzegovina, waar in 1992 een burgeroorlog ontstond tussen de Bosniakken, Kroaten en Serviërs. Deze oorlog, waarbij etnische zuiveringen plaatsvonden, ging door tot in 1995 vrede werd gesloten.

## Inhoud
De Veiligheidsraad:
- herinnert in het bijzonder aan de resoluties 943, 970, 988 en 1003;
- roept alle landen op om de soevereiniteit, territoriale integriteit en grenzen van de landen in de regio (ex-Joegoslavië) te respecteren;
- merkt de maatregelen op die Servië en Montenegro nam om haar grens met Bosnië en Herzegovina effectief gesloten te houden;
- bevestigt het belang van nog meer inspanningen of die sluiting nog te versterken;
- benadrukt het belang dat de missie van de Internationale Conferentie over Voormalig Joegoslavië de nodige middelen krijgt;
- handelt onder hoofdstuk VII van het Handvest van de Verenigde Naties;

1. beslist om de beperkingen in resolutie 943 (verder) te schorsen tot 18 maart 1996;
2. beslist dat de regelingen in resolutie 988 wel krachtens blijven;
3. bevestigt de situatie nauwgezet in de gaten te houden en verdere maatregelen te overwegen als die verder vooruit zou gaan;
4. besluit om actief op de hoogte te blijven.

## Verwante resoluties
- Resolutie 1009 Veiligheidsraad Verenigde Naties
- Resolutie 1010 Veiligheidsraad Verenigde Naties
- Resolutie 1016 Veiligheidsraad Verenigde Naties
- Resolutie 1019 Veiligheidsraad Verenigde Naties

Lijst ·  970 ·  971 ·  972 ·  973 ·  974 ·  975 ·  976 ·  977 ·  978 ·  979 ·  980 ·  981 ·  982 ·  983 ·  984 ·  985 ·  986 ·  987 ·  988 ·  989 ·  990 ·  991 ·  992 ·  993 ·  994 ·  995 ·  996 ·  997 ·  998 ·  999 ·  1000 ·  1001 ·  1002 ·  1003 ·  1004 ·  1005 ·  1006 ·  1007 ·  1008 ·  1009 ·  1010 ·  1011 ·  1012 ·  1013 ·  1014 ·  1015 ·  1016 ·  1017 ·  1018 ·  1019 ·  1020 ·  1021 ·  1022 ·  1023 ·  1024 ·  1025 ·  1026 ·  1027 ·  1028 ·  1029 ·  1030 ·  1031 ·  1032 ·  1033 ·  1034 ·  1035